# Hulibele, Bangarapet
Hulibele là một làng thuộc tehsil Bangarapet, huyện Kolar, bang Karnataka, Ấn Độ.